# Malappuram
Malappuram (còn gọi là Malapuram; tiếng Malayalam: മലപ്പുറം Malappuṛaṃ) là một thành phố ở bang miền nam Ấn Độ Kerala, có diện tích khoảng 33,61 km2 (12,98 dặm vuông Anh). Malappuram đóng vai trò trung tâm hành chính cho huyện Malappuram. Được chia thành 40 khu bầu cử, mật độ dân cư thành phố là chừng 2.083 trên kilômét vuông (5.390 trên dặm vuông). Theo thống kê 2011, đại đô thị Malappuram là đại đô thị lớn thứ tư tại Kerala với tổng dân số 1.698.645. Malappuram nằm cách Calicut 54 km về phía đông nam và cách Palghat 90 km về phía tây bắc.